# Les Avirons
Les Avirons è un comune francese di 10 608 abitanti situato nel dipartimento d'oltre mare di Réunion.

## Storia

### Simboli
Lo stemma del comune riporta due remi incrociati (esempio di arma parlante, giacché in francese aviron significa "remo") e tre dodo, uccelli che un tempo popolavano l'isola.